# 岡山県道435号宇治長屋線

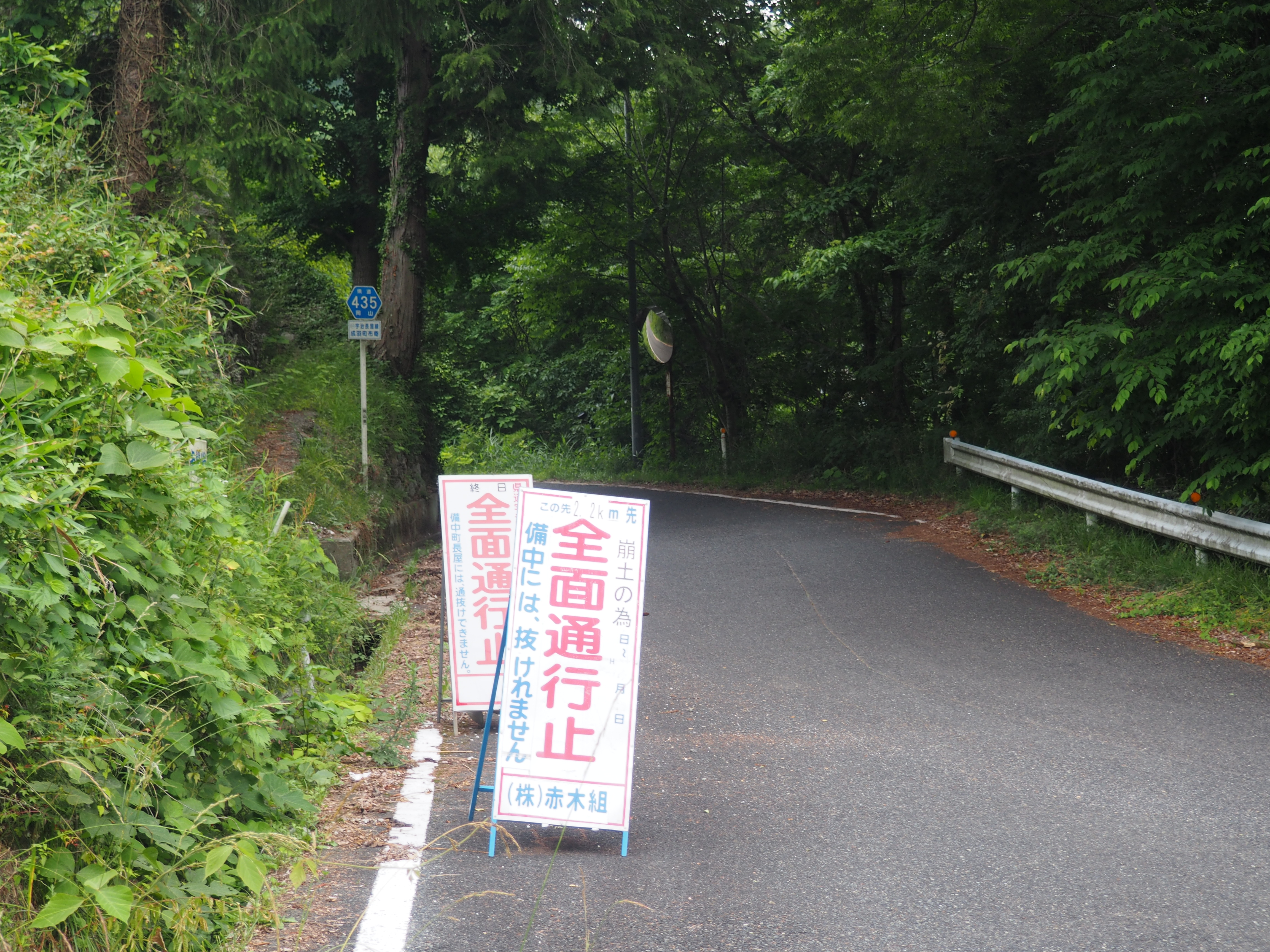
成羽町布寄

岡山県道435号宇治長屋線（おかやまけんどう435ごう うじながやせん）は、岡山県高梁市を通る一般県道である。

## 概要
高梁市宇治町宇治と高梁市備中町長屋を結ぶ。
高梁市成羽町長地から高梁市備中町長屋間は狭い九十九折の道になっており、大型車の通行は困難である。

### 路線データ
- 起点：高梁市宇治町宇治（岡山県道300号宇治下原線交点）
- 終点：高梁市備中町長屋（岡山県道33号新見川上線交点）
- 総延長：10.8 km

## 歴史
- 1974年（昭和49年）2月26日 - 岡山県告示第214号により認定。

それまであった一般県道長地（おさじ）宇治線の発展解消と推察される。
- 2004年（平成16年）10月1日 - 高梁市と川上郡全3町（川上町・成羽町・備中町）、上房郡有漢町が対等合併して改めて高梁市が成立。これにより全区間が高梁市内を通ることになった。

## 地理

### 通過する自治体
- 高梁市

### 交差する道路
| 交差する道路            | 交差する場所 | 交差する場所 |
| ----------------------- | ------------ | ------------ |
| 岡山県道300号宇治下原線 | 宇治町宇治   | 起点         |
| 岡山県道436号布寄下原線 | 成羽町長地   |              |
| 岡山県道33号新見川上線  | 備中町長屋   | 終点         |

### 沿線
- 高梁市宇治地域市民センター
- 岡山県高梁市立宇治高等学校
- 高梁市立宇治小学校
- 高梁市立富家小学校